# Fran Vesel
Fran Vesel (20. prosince 1884, Lublaň – 7. března 1944, Lublaň) byl slovinský fotograf.

## Životopis
Po maturitě odešel do obchodní školy a pracoval v obchodě svého otce. Od roku 1912 do roku 1923 pracoval v kanceláři jako úředník v Lublani. Od roku 1917 až do konce první světové války v Judenbergu působil jako člen císařsko-královské zeměbrany beze zbraně. Po otcově smrti se přestěhoval do domu na ulici Komenski, kde bydlel jako pronajímatel. Zemřel po dlouhé nemoci v roce 1944.
Jeho strýc malíř Ferdo Vesel v něm probudil zájem o fotografii a Fran začal sbírat slovinské kulturní dokumenty, reprodukce uměleckých děl, článků a fotografií. Fotografoval jako šestnáctiletý student na první slovinské výstavě umění v Lublani v roce 1900. Spřátelil se se členy slovinské moderny, zejména s básníkem Otonem Župančičem a spisovatelem Ivanem Cankarem, kteří jej také několikrát ve svých dílech zmínili. Zejména se zajímal o dokumentární stránku fotografie a kromě řady portrétů lidí v ateliérech portrétoval také řadu umělců, stejně jako řadu portrétů ve slovinských lidových krojích a krajinářské fotografie. Některým významným osobnostem pořídil také posmrtné fotografie.
Ve své závěti odkázal celou svou sbírku slovinskému národu.

## Galerie

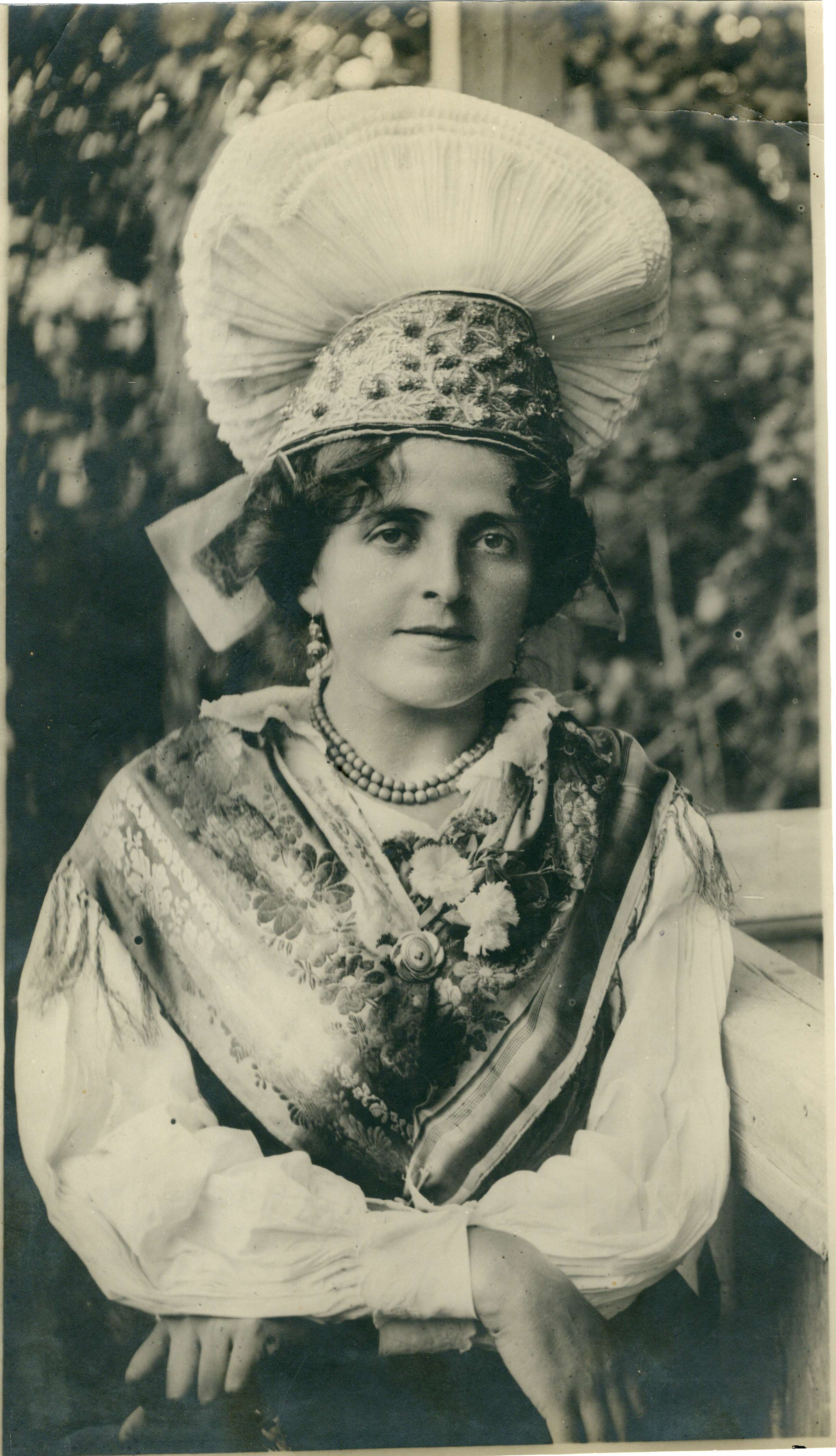
Portrét ženy v národním kroji
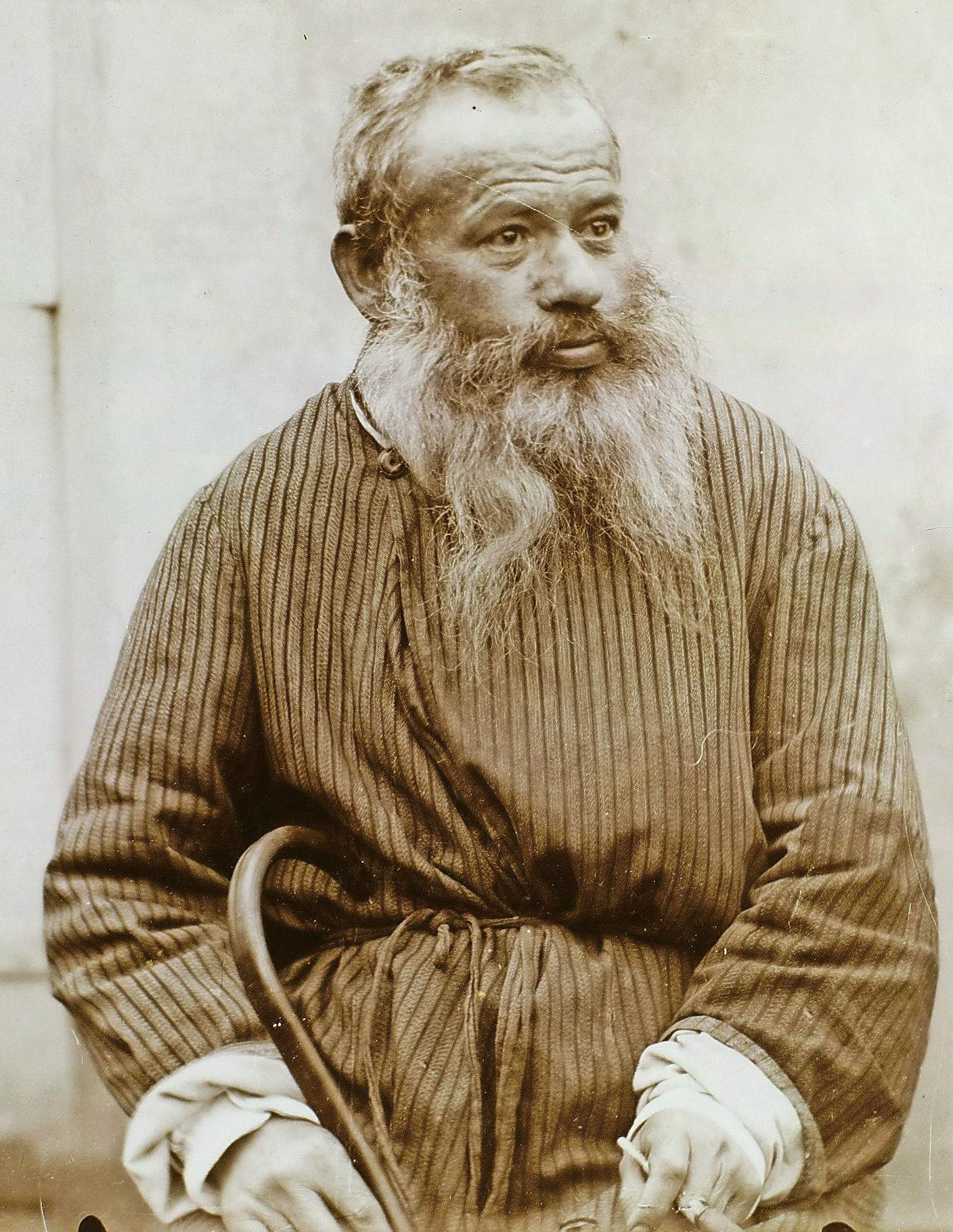
Jakob Alešovec
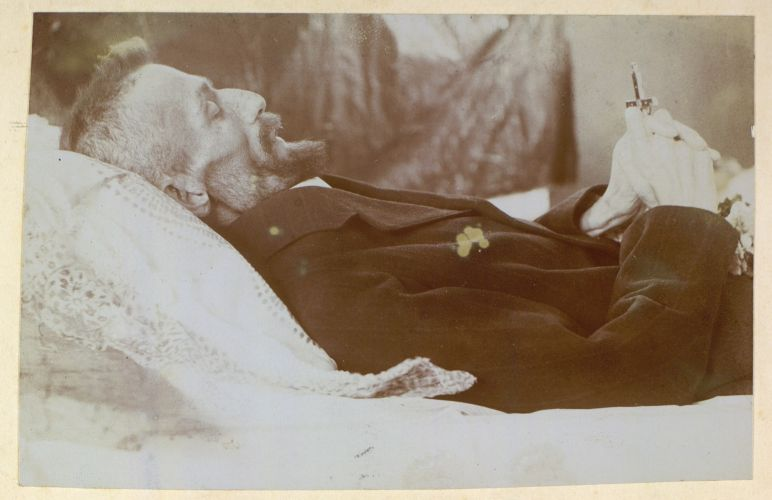
Ivan Grohar, posmrtná fotografie
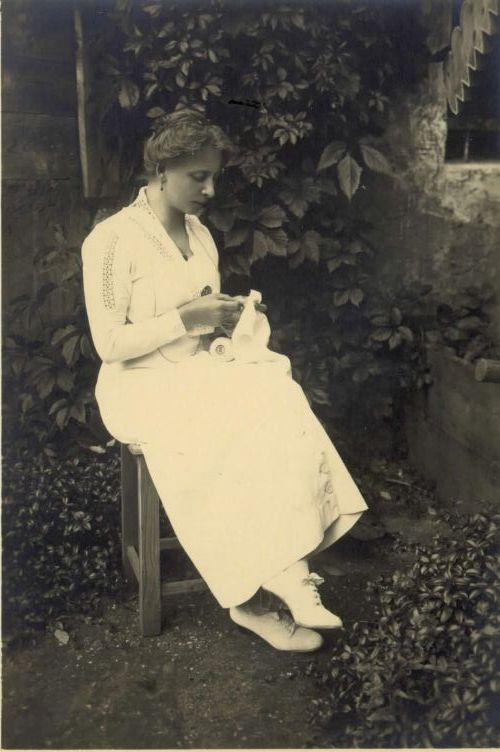
Žena vyšívá v zahradě, 1915–1925
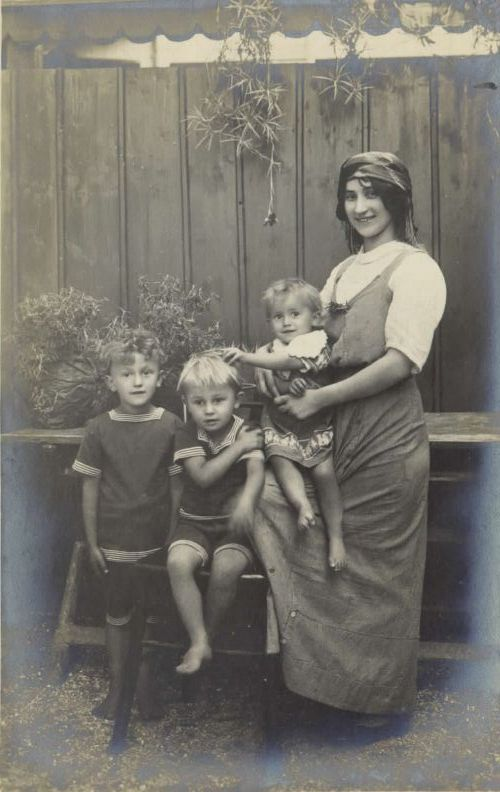
Zinka Kamenšek s dětmi, 1913
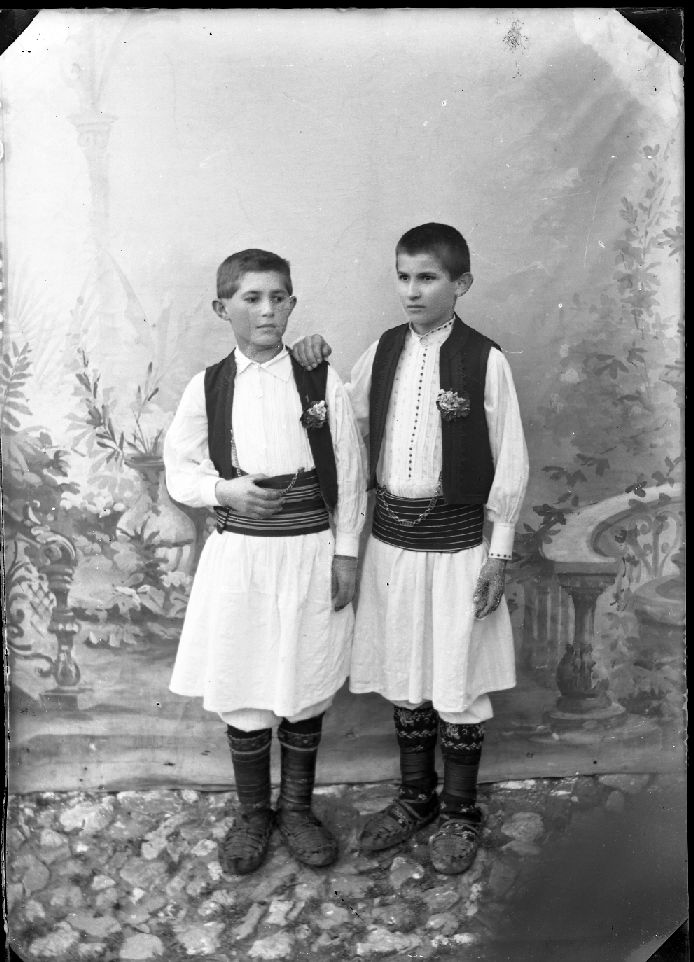
Chlapci v kroji, Srbsko
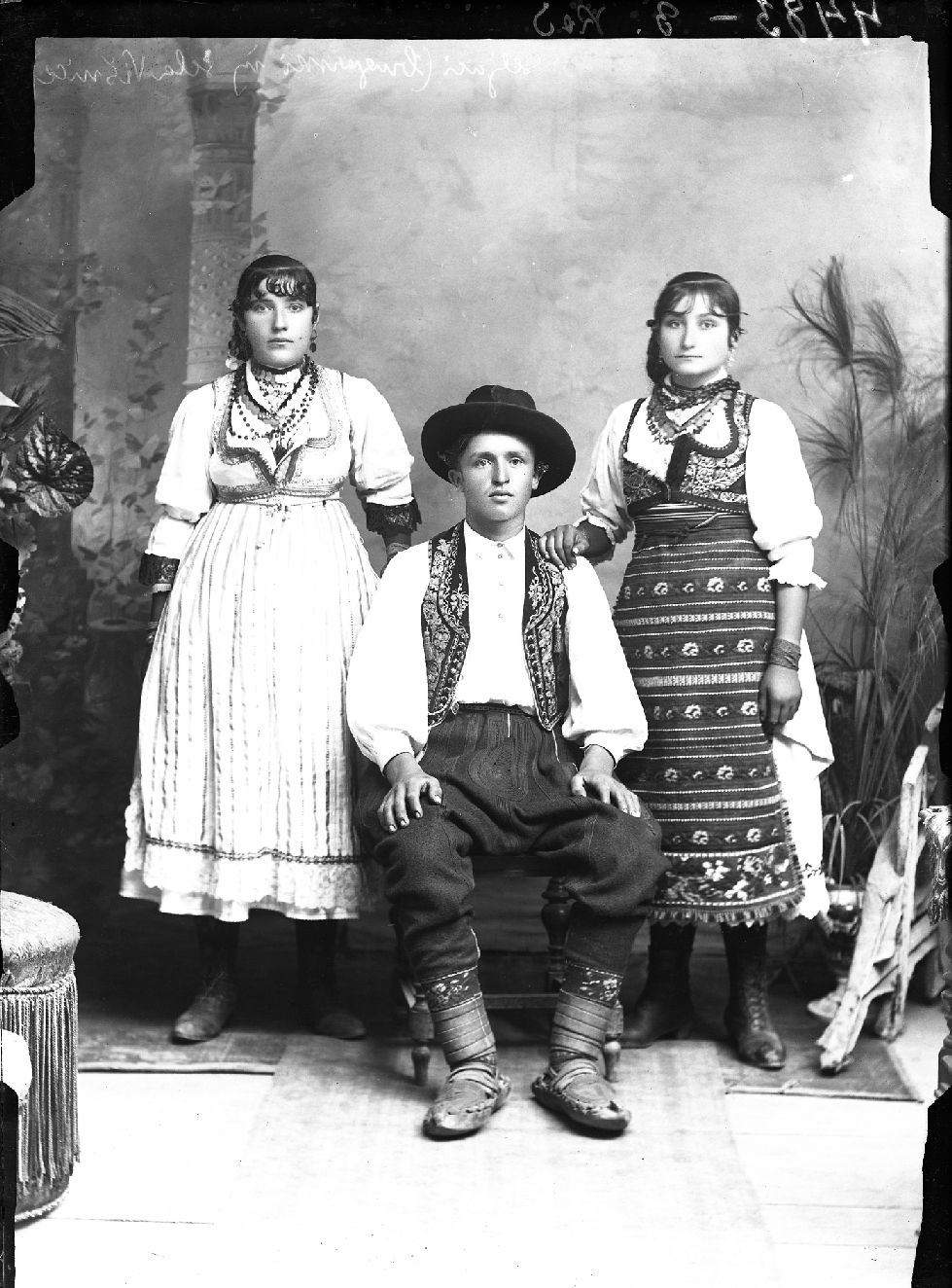
Bulharský kroj, Višnica, Bulharsko
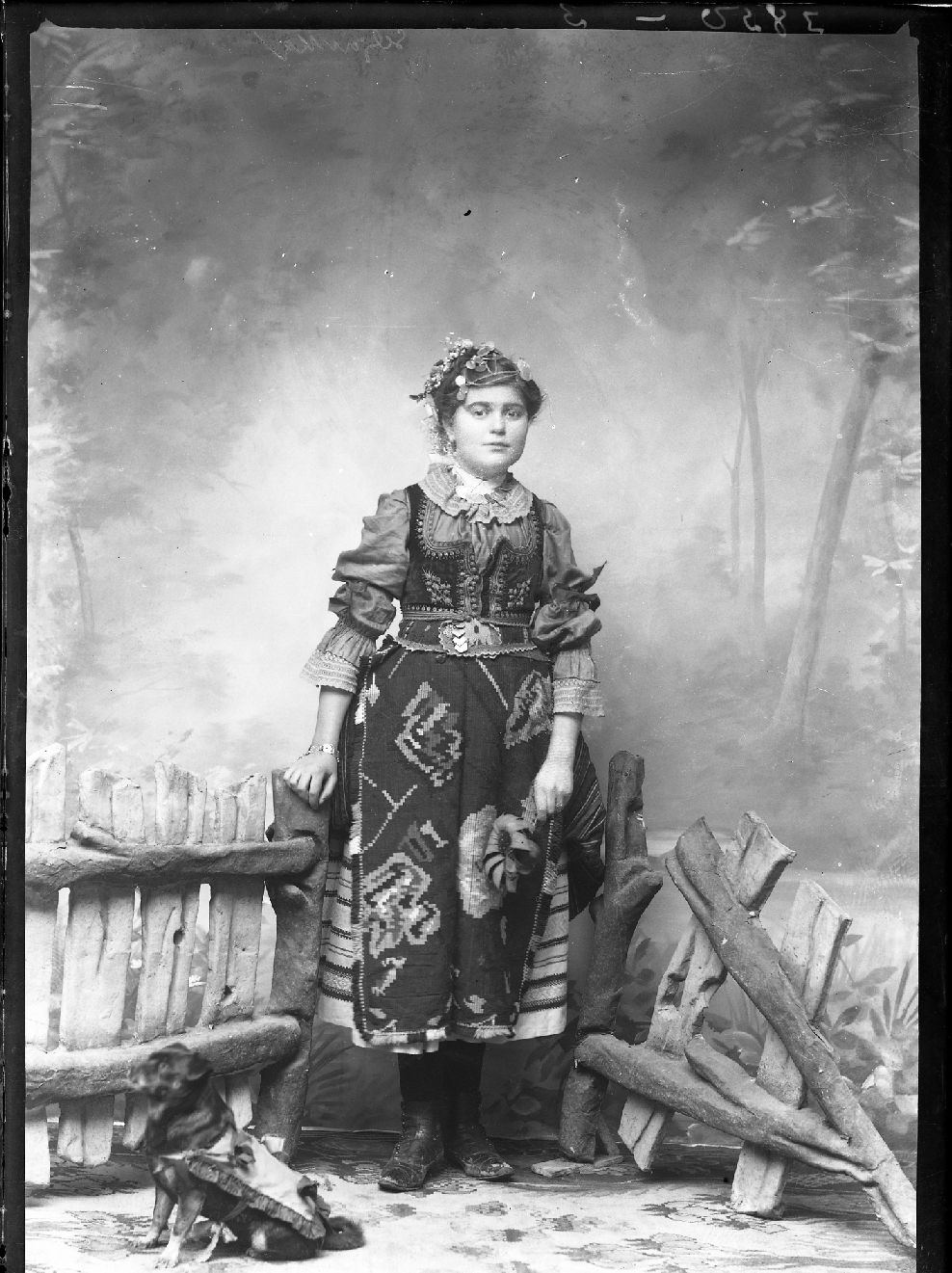
Dívka v kroji, Srbsko